# Xã hội học môi trường
Xã hội học môi trường là nghiên cứu về sự tương tác giữa các xã hội và môi trường tự nhiên của họ. Lĩnh vực này nhấn mạnh các yếu tố xã hội ảnh hưởng đến quản lý tài nguyên môi trường và gây ra các vấn đề môi trường, các quá trình mà các vấn đề môi trường này được xây dựng và được định nghĩa là các tệ nạn xã hội và phản ứng xã hội đối với các vấn đề này.
Xã hội học môi trường nổi lên như một lĩnh vực của xã hội học vào cuối những năm 1970 để đáp ứng với sự xuất hiện của phong trào môi trường trong những năm 1960. Nó đại diện cho một lĩnh vực điều tra tương đối mới tập trung vào việc mở rộng xã hội học trước đó thông qua việc đưa vào bối cảnh vật lý có liên quan đến các yếu tố xã hội.